# Ilmengebirge
Das Ilmengebirge (russisch Ильме́нские го́ры) ist ein Gebirgszug des Südurals in der Oblast Tscheljabinsk.
Der Gebirgszug verläuft östlich des Ural-Hauptkamms. Die beiden Städte Miass und Tschebarkul liegen westlich bzw. östlich am Fuße des Ilmengebirges. Der Höhenzug erstreckt sich etwa 30 km in Nord-Süd-Richtung. Der Fluss Miass fließt entlang seiner Westflanke in nördlicher Richtung, bevor er sich am Nordende des Höhenzugs nach Osten wendet und zum Argasi-Stausee aufgestaut wird. Im Berg Ilmen (Ильментау) erreicht der Höhenzug eine maximale Höhe von 748 m. Das Ilmen-Naturreservat erstreckt sich über das Ilmengebirge. Im Gestein des Ilmengebirge finden sich etwa 180 verschiedene Minerale, darunter Ilmenit, Apatit, Granat und Topas. Der Gebirgszug ist hauptsächlich mit Kiefern und Birken bewachsen.